# Клив, Крис
Крис Клив (англ. Chris Cleave, род. 1973, Лондон, Великобритания) — британский писатель и журналист, колумнист газеты «The Guardian» (2008—2010).

## Биография
Крис Клив родился в 1973 году в Лондоне. Раннее детство провел в Камеруне, куда его семья вынуждена была иммигрировать в середине 70-х гг. в связи с тяжелой экономической ситуацией у себя на родине.
Семья вернулась в Англию, когда мальчику было восемь лет. Любовь к книгам Крису и его брату Алексу привила мама. Каждую неделю дети посещали библиотеку, именно тогда Крис страстно увлекся литературой.
По собственному признанию, на будущего писателя оказали большое влияние произведения таких авторов, как Милан Кундера, Примо Леви и Тибор Фишер:

 В юности благодаря Милану Кундере я понял, наскольно увлекательным может быть творческий процесс, благодаря Примо Леви, я осознал всю серьезность писательского ремесла, а Тибор Фишер дал мне понять, как здорово всё это может быть.Оригинальный текст (англ.)In my teens it was Milan Kundera who made me realise how exciting it would be to write, and Primo Levi who made me realise how important it was, and Tibor Fischer who made me suspect the whole thing would be fun.

Крис учился в государственной школе в районе Хиллингдон (Лондон), позже перешёл в школу в Бакингемшире; окончил факультет прикладной психологии в Баллиол-колледже, Оксфорд.
Крис Клив живет в  Кингстоне-на-Темзе, женат, воспитывает троих детей, которые являются идейными вдохновителями писателя. Так, например, прототипом мальчика Чарли по прозвищу Бэтмен (героя романа «Однажды на берегу океана») послужил старший сын самого автора.
С 2008 по март 2010 года Крис Клив вёл семейную колонку в разделе «Life and style» газеты «The Guardian», где писал добрые юмористические заметки о своих отпрысках и бесценном родительском опыте.

## Творчество
Крис Клив дебютировал с романом «Поджигатели» (англ. Incendiary) о женщине, потерявшей мужа и сына во время террористического акта. По чудовищному совпадению, книга вышла в свет 7 июля 2005 года — в тот день, когда в Лондонском метрополитене прогремели реальные  взрывы. Книга выиграла премию Моэма Сомерсета и была номинирована на награду Фонда Союза писателей (Commonwealth Writers), задачей которого является популяризация лучших новинок художественной литературы.
Роман «Поджигатели» положен в основу одноименной драмы режиссёра Шэрон Магуайр «Провокатор» (англ. Incendiary), вышедшей на экраны в 2008 году.
Второй роман Криса Клива «Однажды на берегу океана» был представлен публике в августе 2008 года. В Великобритании (а также в Австралии, Новой Зеландии, Индии и ЮАР) книга издавалась под оригинальным названием «The Other Hand», в США и Канаде она известна под названием «Little Bee».
Поводом для написания романа стала трагическая история семьи иммигрантов из Анголы. В 2001 году отец и сын прилетели в Англию в надежде найти убежище, так как на родине над ними нависла смертельная опасность (шла затяжная Гражданская война). В течение четырех лет они прожили в стране как нелегальные иммигранты. Им так и не удалось получить официальный статус беженцев, и в 2005 году семью должны были насильно выслать в Анголу. Отец в ночь перед депортацией повесился и тем самым спас жизнь своему тринадцатилетнему сыну, которого по законам Великобритании не могли выслать из страны без сопровождения взрослых. «Ничего не бойся, упорно трудись и хорошо учись в школе» — это было последнее напутствие мужчины своему сыну.
В 2008 году роман «Однажды на берегу океана» был номинирован на  премию Коста  (одна из наиболее авторитетных литературных премий Великобритании).
Книга вошла в список бестселлеров по версии американской газеты «The New York Times» и английского издания «The Sunday Times».
Третий роман «Золото» (англ. Gold) был издан в июле 2012 года, в преддверии XXX летних Олимпийских игр в Лондоне. Непростая история человеческих отношений развивается на фоне грандиозного спортивного события — Олимпийских игр.

## Интересные факты
В интервью одному популярному литературному сайту Крис Клив назвал пять своих любимейших книг. В это число вошли такие произведения, как «Миссис Дэллоуэй» В.Вулф, «Жерминаль» Э.Золя, «Путешествие на край ночи» Л. Ф. Селина, «Дорога» К. Маккарти и «Сто лет одиночества» Г. Г. Маркеса.